# Sokolov kamen
Le Sokolov kamen (en serbe cyrillique : Соколов камен) est une montagne du sud-est de la Serbie. Culminant à 1 523 m, il est le second sommet le plus élevé de la Suva planina.